# WrestleMania 2000
WrestleMania 2000 (sequencialmente conhecido como WrestleMania 16) foi o décimo sexto evento de luta livre profissional WrestleMania produzido pela World Wrestling Federation (WWF) e transmitido em formato pay-per-view, que aconteceu em 2 de abril de 2000 no Arrowhead Pond of Anaheim em Anaheim, Califórnia.
O evento principal foi uma luta four-way de eliminação pelo WWF Championship envolvendo o então campeão Triple H, The Rock, Mick Foley e The Big Show, em que Triple H ganhou depois de eliminar por último The Rock. As principais lutas do undercard incluíram uma luta de escadas triangular pelo WWF Tag Team Championship envolvendo Edge e Christian, Hardy Boyz e os Dudley Boyz, e um combate de duas quedas pelo WWF Intercontinental e European Championship de Kurt Angle, que os defendeu contra Chris Jericho e Chris Benoit.

## Antes do evento
Dois meses antes, The Rock havia ganho o Royal Rumble eliminando por último Big Show para se tornar o desafiante do WWF Champion na WrestleMania. No mesmo evento, Triple H havia derrotado Cactus Jack (Mick Foley) em uma Street Fight para manter seu WWF Championship.  No No Way Out, Big Show derrotou The Rock ganhando assim o WWF Championship, que defenderia na WrestleMania. Também no mesmo evento, Triple H derrotou novamente Foley em uma Hell in a Cell para manter o WWF Championship. De acordo com a estipulação pré-jogo, Foley teria que se retirar do wrestling profissional. Na edição do Raw is War de 13 de março, The Rock conseguiu reconquistar seu título ao derrotar Big Show com a ajuda de Vince McMahon, formando assim uma Triple Threat pelo título. Na semana seguinte, depois que Triple H defendeu o título contra ambos The Rock e Big Show, Linda McMahon anunciou que o título seria disputado em uma Fatal Four-Way não só contra The Rock e The Big Show, mas também Mick Foley.
No Raw dia 17 de Janeiro, Jeff Hardy enfrentou Bubba Ray Dudley em uma luta. A luta acabou quando Jeff Hardy aplicou em Bubba Ray uma Swantom Bomb. Após a luta, Bubba é atacado pelos Hardy Boyz, com Matt Hardy aplicando no mesmo uma Powerbomb em cima de uma mesa. No SmackDown de 20 de Janeiro, Matt lutou contra D-Von Dudley, a qual venceu por desqualificação. Após isso, Jeff e Bubba Ray entraram no ringue, e consequentemente, ambas as equipas começaram a brigar . Em dado momento, Bubba Ray se prepara para acertar uma Powerbomb em Jeff, mas, no entanto, foi atingido por Jeff com uma cadeira, fazendo-o cair sobre as mesas. Após isso, Matt subiu em uma mesa e dali aplicou um Missile Dropkick em D-Von. No Royal Rumble, os Hardy Boyz derrotaram os Dudley Boyz em uma Ladder Match. Na noite seguinte, após o Royal Rumble, Bubba aliou se com Jeff Hardy para derrotar os New Age Outlaws pelo World Tag Team Championship. Em dado momento da luta, Hardy aplica um Swanton Bomb em Road Dogg, em seguida, realizando o pinfall, que foi interrompido por Bubba. Este por sua vez atacou Jeff, permitindo com que Dogg fizesse o pinfall, ganhando, fazendo com que os Outlaw mantivesse o título. Dudley, em seguida, aplicou o seu finisher 3-D sobre Jeff.
No Smackdown de 24 de fevereiro, Crash Holly derrotou Test pelo WWF Hardcore Championship com a ajuda de seu primo Hardcore Holly e estava tão animado por ser o campeão, que declarou que enquanto um árbitro estivesse presente, ele defenderia seu título a qualquer momento e em qualquer lugar - uma regra que foi referida como a regra "24/7"-.  As palavras de Crash foram tão bem entendidas pelos adversários, que estes atacavam Crash frequentemente cada vez mais estranhos, como na lavanderia, no parque de diversões, até mesmo no Aeroporto Internacional Newark Liberty. Para dificultar as coisas para Crash, vários lutadores o atacavam simultaneamente. Crash então decidiu que estava cansado de ter que ficar em guarda o tempo todo, e ofereceu uma luta pelo título na WrestleMania para qualquer lutador, desde que a regra 24/7 seria suspensa depois. Vários lutadores sondaram Crash em sua oferta. Vince McMahon, dias depois, anunciou que ocorreria na Wrestlemania uma Battle Royal pelo título.

## Evento
| Role:                | Name:                     |
| -------------------- | ------------------------- |
| Comentaristas        | Jerry Lawler              |
| Comentaristas        | Jim Ross                  |
| Comentaristas        | Carlos Cabrera (Spanish)  |
| Comentaristas        | Hugo Savinovich (Spanish) |
| Narradores           | Michael Cole              |
| Narradores           | Kevin Kelly               |
| Anunciador de ringue | Howard Finkel             |
| Árbitros             | Jack Doan                 |
| Árbitros             | Earl Hebner               |
| Árbitros             | Jim Korderas              |
| Árbitros             | Theodore Long             |
| Árbitros             | Chad Patton               |
| Árbitros             | Mike Sparks               |
| Árbitros             | Tim White                 |

Antes do show, Lilian Garcia cantou uma versão de "The Star-Spangled Banner".
A primeira luta foi uma tag team entre a dupla The Godfather e D'Lo Brown (que foram acompanhadas ao ringue pelo rapper Ice-T, que também cantou o tema de entrada da dupla) contra a dupla Big Boss Man e Bull Buchanann. The Godfather e Brown ganhara vantagem inicial sobre Buchanan e Bossman, com os mesmos executando um leg drop em uma combinação inicial. Buchanan e Bossman, ainda, foram retaliados após Bossman aplicar um Sidewalk Slam em Buchanan, sendo seguida por uma Leg Drop do Turnbuckle, fazendo assim o pinfall e vencendo a luta.
A segunda luta foi uma Hardcore Battle Royal pelo Hardcore Championship,  envolvendo também o atual campeão Crash Holly. As regras do jogo eram que até os quinze minutos, o título poderia trocar de mãos uma quantidade ilimitada de vezes e o lutador final com o Hardcore Championship iria ganhar a luta e permanecer campeão Hardcore. O título foi trocado pela primeira vez após Tazz fazer o pin em Holly, o que prosseguiu com Viscera fazendo o pin em Tazz. A terceira troca ocorreu após Funaki derrotar Viscera, que, no entanto, foi derrotado por Rodney. A quinta troca ocorreu depois que Joey Abs derrotou Rodney, que prosseguiu com Abs sendo derrotado por Thrasher. A sétima troca ocorreu após Pete Gás derrotou Thrasher, porém, Gás foi então derrotado por Tazz. A nona troca ocorreu após Crash derrotar Tazz, que prosseguiu com a troca final do campeonato, com Hardcore Holly derrotando Crash, assim, se tornando o Hardcore Champion.
A próxima luta foi um combate de tag team entre a dupla Al Snow e Steve Blackman contra a dupla T & A (Test e Albert). A partida foi quase totalmente equilibrada, mas em dado momento, Albert aplicou uma Baldo Bomb em Snow, enquanto Test acertou um Elbow Drop da corda superior em Blackman que fez o pinfall em seguida, com sucesso.
A quarta luta foi uma Triangle Ladder Match pelo WWF Tag Team Championship envolvendo os Hardy Boyz, Edge e Christian, os campeões Dudley Boyz. Edge e Christian primeiro ganharam a vantagem depois que Edge subiu a terceira corda e acertou um Spear em Jeff, que estava subindo uma escada. Edge e Christian foram, então, receberam um Double 3-D  dos Dudley Boyz que, em seguida, trouxeram mesas ao ringue, com D-Von subindo em uma delas e dali aplicando um Frog Splash em Jeff, enquanto Bubba aplicava uma Powerbomb em Matt usando outra mesa do outro lado do ringue. Mas os Hardy Boys conseguiram se recuperar, sendo que em dado momento, Jeff saltou de uma escada acertando uma Swanton Bomb em Bubba, que estava deitado em uma mesa, que foi completamente destruída após o fortíssimo impacto. Após Jeff fazer isso, Matt subiu uma escada, mas Edge e Christian empurraram Matt da escada caindo em cima de outra mesa. Feito isso, os dois subiram a escada para alcançar os títulos que estava pendurados por uma alça acima do ringue, assim, ganhando a luta e o título, sendo o primeiro da dupla.
A quinta luta foi um Catfight entre The Kat e Terri Runnels com árbitro especial, Val Venis. A vencedora da partida foi determinada pela diva que lançou a sua adversária para fora no ringue. Kat jogou para fora do ringue Terri ; Venis foi, porém, distraído por Mae Young, que estava no ringue ao lado de Kat, fazendo com que Venis fosse incapaz de ver a ação. Terri foi novamente jogado do ringue por Kat, porém, a ação não foi vista novamente por Venis, por ser mais uma vez distraído por Young. Em represália, The Fabulous Moolah, que estava no ringue ao lado de Terri, puxou Kat para fora do ringue, o que foi visto por Venis, assim Terri venceu a partida. Enquanto comemorava a vitória, Mae Young atacou  Terri e The Fabulous Moolah aplicando em Moolah um Bronco Buster, enquanto Kat despia Terri de sua roupa.
A luta seguinte foi uma Intergender Tag Team Match entre a dupla Too Cool (Grand Master Sexay e Scotty 2 Hotty) e Chyna contra a dupla The Radicalz (Perry Saturn, Dean Malenko, Eddie Guerrero). Ambas as equipes dominaram a luta até no final, Chyna entrou no ringue e incrivelmente aplicou um Press Slam, seguido de uma Powerbomb, e um Sleeper Slam em Guerrero, seguido que um pinfall, com sucesso.
A sétima luta era uma Triple Threat Match de duas quedas pelo WWF Intercontinental Championship e WWF European Championship, envolvendo Kurt Angle, Chris Benoit e Chris Jericho. A primeira queda foi pelo Intercontinental Champion, enquanto a segunda queda era pelo European Champiosnhip. No início da primeira queda, os três homens trocaram tentativas de pinfall entre si após vários golpes, onde Benoit interrompeu uma Ckinken Wing Submission dada por Angle em Jericho. A situação permitiu Benoit para subir no turnbuckle e acertar um Diving Headbutt em Jericho, fazendo assim o pinfall para vencer o Intercontinental Championship. Durante a segunda queda, Jericho e Benoit aplicaram uma dupla Powerbomb em Angle, com Benoit em seguida aplicando um Triple German Suplex em Jericho. Depois, Benoit tentou acertar novamente uma Diving Headbutt em Angle, que, entanto, errou o alvo após Angle sair fora do caminho, resultando em Benoit bater a cabeça no ringue e consequentemente desmaiando. Esta situação permitiu Jericho acertar um Lionsault seguido de um pinfall em Benoit para se consagrar European Champion.
A oitava luta da noite não agendada para o evento foi uma Tag Team Match entre Kane e Rikishi contra D-Generation X (X-Pac e Road Dogg). Em pouco tempo de luta Rikishi acerta um Diamond Cutter em X-Pac, que foi seguido de um Tombstone Piledriver de Kane que fez o pinfall para garantir a vitória.
A luta final e principal da noite foi uma Fatal-4-Way Elimination Match envolvendo Big Show (com Shane McMahon), Mick Foley (com Linda McMahon), The Rock (com Vince McMahon), e o atual campeão, Triple H (com Stephanie McMahon). No início da luta, Show aplicou um Slam Press em Triple H e Rock, mas no entanto, todos os três concorrentes, em seguida, atacou Show. A situação permitiu The Rock eliminar Show, depois de aplicar um Rock Botton seguido de um pinfall. Após a eliminação, Foley tentou aplicar um Double Lock DDT em Triple H, que reverteu o jogo realizando dois Pedigrees consecutivos, e acertar Foley com uma cadeira de aço, fazendo o pinfall, assim eliminando Foley. Depois que Foley foi eliminado, The Rock e Triple H brigaram dentro e fora do ringue com nenhum superstar ganhando a vantagem sobre o outro. Triple H ganhou a vantagem quando Vince bateu em Rock com uma cadeira por duas vezes consecutivas, transformando Vince em um Heel. O ataque com a cadeira de aço permitiu Triple H fazer o pinfall em The Rock para manter o WWF Championship. Após o combate The Rock aplicou um Rock Bottom em Vince, Shane e Stephanie McMahon, seguido por um People's Elbow em Stephanie.

## Após o Evento
Após o evento, The Rock continuou sua feud com Triple H pelo WWF Championship. A disputa continuou até o episódio do Raw is War depois da Wrestlemania, onde The Rock derrotou Triple H em uma partida no qual o título não foi disputado. Na semana seguinte, no Raw is War, a disputa se intensificou, com The Rock derrotando Big Boss Man e Bull Buchanan em uma Handicap Match numa jaula de aço. Após o combate Triple H, Shane e Vince McMahon atacaram The Rock, fazendo o perder uma grande quantidade de sangue. Durante aquela semana no SmackDown, foi anunciado que The Rock iria enfrentar Triple H pelo WWF Championship no Backlash. No Backlash, The Rock, com a ajuda de Stone Cold Steve Austin e Linda McMahon, derrotou Triple H para ganhar o WWF Championship.
Na noite seguinte na Raw, Eddie Guerrero derrotou Chris Jericho para ganhar o European Championship com a ajuda de Chyna que atacou Chris Jericho.

## Recepção
O evento recebeu principalmente críticas negativas. John Powell, editor do site Canadian Online Explorer, chamou o evento "um fracasso", e disse:
| “ | Era para ser o maior evento de entretenimento esportivo do ano, sera que é o melhor que a WWF tem para oferecer?. Wrestlemania 2000 ficará como uma das piores WrestleManias que World Wrestling Federation produziu em sua história de 15 anos de divulgação do evento. O único combate um-a-um foi a ridícula luta entre The Cat e Terri Runnels, com as outras lutas congestionadas com constante andamento linear e fadigante, com lutadores executando golpes com longos períodos de tempo e sendo atingidos por golpes de fraco impacto do lado de fora do ringue, para que o público pudesse direcionar toda sua atenção para os outros participantes. Esta abordagem fez muitos superstars da WWF parecerem tolos durante sua exibição. Ironicamente, o primeiro pré show All-Day-Long recapitulando a história da WrestleMania oito horas antes do evento foi melhor do que o próprio card. | ” |

Ele deu  ao evento uma pontuação de 3 em cada 10 estrelas, que é uma pontuação consideravelmente inferior ao evento do ano anterior, que recebeu uma classificação de 5 em cada 10 estrelas. O evento principal entre Triple H, Mick Foley, The Big Show e The Rock pelo WWF Championship, foi classificado com 4 estrelas de 10 estrelas, a Triple Threat match de duas quedas pelo WWF Intercontinental e WWF European entre Kurt Angle, Chris Jericho e Chris Benoit, juntamente com a Triangle Ladder Match pelo Tag Team Championship WWF entre os Dudley Boyz, The Hardy Boyz e Edge e Christian recebeu a maior classificação de 8 em cada 10 estrelas e a luta entre The Cat e Terri Runnels recebeu a classificação mais baixa de 0 de 10 estrelas, sendo considerada por John como uma das piores lutas de todos os tempos. Robert Leighty Jr., do site 411mania deu ao evento uma pontuação de 7,0 de 10,0 e comentou que houve bons momentos no evento, fazendo desta em sua opinião uma boa WrestleMania.

## Resultados
| Nº                                          | Resultados | Estipulações                                                             | Tempo |
| ------------------------------------------- | --- | ------------------------------------------------------------------------ | ----- |
| 1                                           | The Big Boss Man e Bull Buchanan derrotaram The Godfather e D'Lo Brown (com Ice T)                                                         | Luta de duplas                                                           | 9:02  |
| 2                                           | Hardcore Holly venceu por último Crash Holly (c)                                                                                           | Battle royal Hardcore pelo WWF Hardcore Championship                     | 15:00 |
| 3                                           | T & A (Test e Albert) (com Trish Stratus) derrotou Head Cheese (Al Snow e Steve Blackman) (com Chester McCheeserton)                       | Luta de duplas                                                           | 7:03  |
| 4                                           | Edge e Christian derrotaram Dudley Boyz (Bubba Ray e D-Von) (c) e Hardy Boyz (Matt e Jeff)                                                 | Luta de escadas triangular pelo WWF Tag Team Championship                | 22:30 |
| 5                                           | Terri Runnels (com The Fabulous Moolah) derrotou The Kat (com Mae Young)                                                                   | Catfight com Val Venis como árbitro especial                             | 2:26  |
| 6                                           | Too Cool (Grand Master Sexay e Scotty 2 Hotty) e Chyna derrotaram The Radicalz (Eddie Guerrero, Perry Saturn e Dean Malenko)               | Luta de trios mistos                                                     | 9:37  |
| 7                                           | Chris Benoit derrotou Kurt Angle (c) e Chris Jericho (primeira queda) Chris Jericho derrotou Kurt Angle (c) e Chris Benoit (segunda queda) | Luta com duas quedas pelos WWF Intercontinental e European Championships | 13:36 |
| 8                                           | Rikishi e Kane (com Paul Bearer) derrotaram D-Generation X (X-Pac e Road Dogg)                                                             | Luta de duplas                                                           | 4:14  |
| 9                                           | Triple H (c) (com Stephanie McMahon) derrotou The Rock (com Mr. McMahon), Mick Foley (com Linda McMahon) e Big Show (com Shane McMahon)    | Luta four-way de eliminação pelo WWF Championship                        | 36:24 |
| (c) – Refere-se aos campeões antes da luta. | |                                                                          |       |

1. ↑  Os outros participares foram: Tazz, Viscera, Joey Abs, Rodney, Pete Gas, Taka Michinoku, Funaki, Thrasher, Mosh, Faarooq e Bradshaw.

### Eliminações na luta four-way
| # | Eliminado  | Eliminado por: | Modo de eliminação           |
| - | ---------- | -------------- | ---------------------------- |
| 1 | Big Show   | The Rock       | Rock Bottom                  |
| 2 | Mick Foley | Triple H       | Pedigree numa cadeira de aço |
| 3 | The Rock   | Triple H       | Cadeirada de Mr.Mcmahon      |